# Râul Tămășești, Zam
Râul Tămășești este un curs de apă, afluent al râului Zam. 

## Hărți
- Harta județului Hunedoara
- Harta munților Apuseni